# Estadio Banco Guayaquil
Das Estadio Banco Guayaquil (auch bekannt als Estadio de Independiente del Valle) ist ein Fußballstadion im südlichen Vorort Amaguaña der ecuadorianischen Hauptstadt Quito. Es bietet Platz für 12.000 Zuschauer. In erster Linie dient das Stadion dem ecuadorianischen Verein Independiente del Valle als Heimstätte. 

## Geschichte
Die Pläne für den Neubau eines Stadions kamen nach dem Erfolg in der Copa Sudamericana 2019, dem ersten großen internationalen Titel des Vereins. Die Baukosten wurden auf 12 Mio. US-Dollar geschätzt, betrugen letztlich 18 Mio. US-Dollar. Die Banco Guayaquil übernahm einen Teil der Kosten und sicherte sich so die Rechte am Stadionnamen. In offiziellen Statistiken wird es auch manchmal als Estadio de Independiente del Valle bezeichnet.
Am 29. März 2021 trug die ecuadorianische Fußballnationalmannschaft ein Freundschaftsspiel gegen Bolivien im Estadio Banco Guayaquil aus. Ecuador gewann das Spiel mit 2:1.